# Komjáthy István
Komjáthy István (Ekel, 1917. március 30. – Budapest, 1963. december 20.) író, műfordító.

## Életút

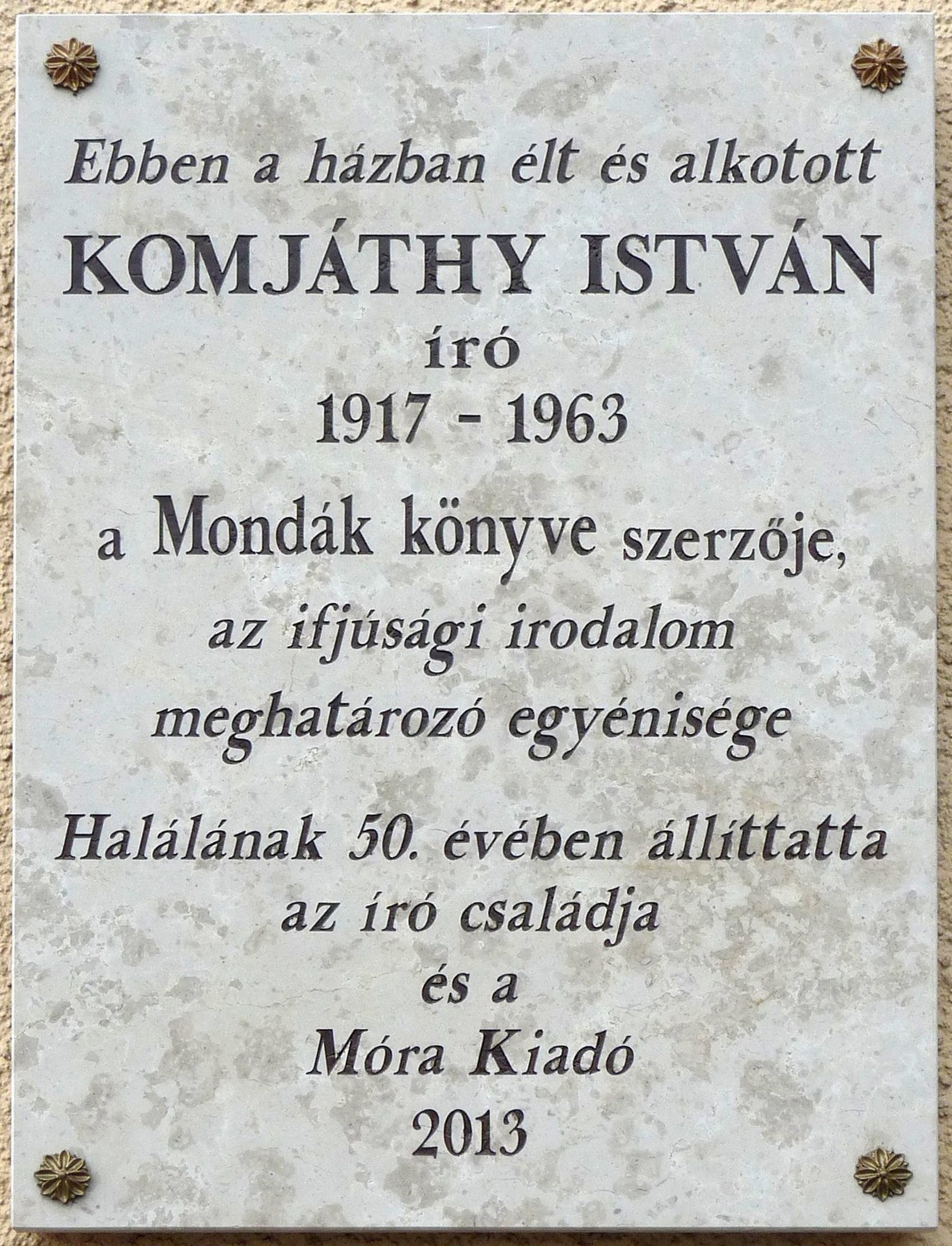
Emléktáblája egykori lakhelyén,
1132 Budapest, Váci út 34.

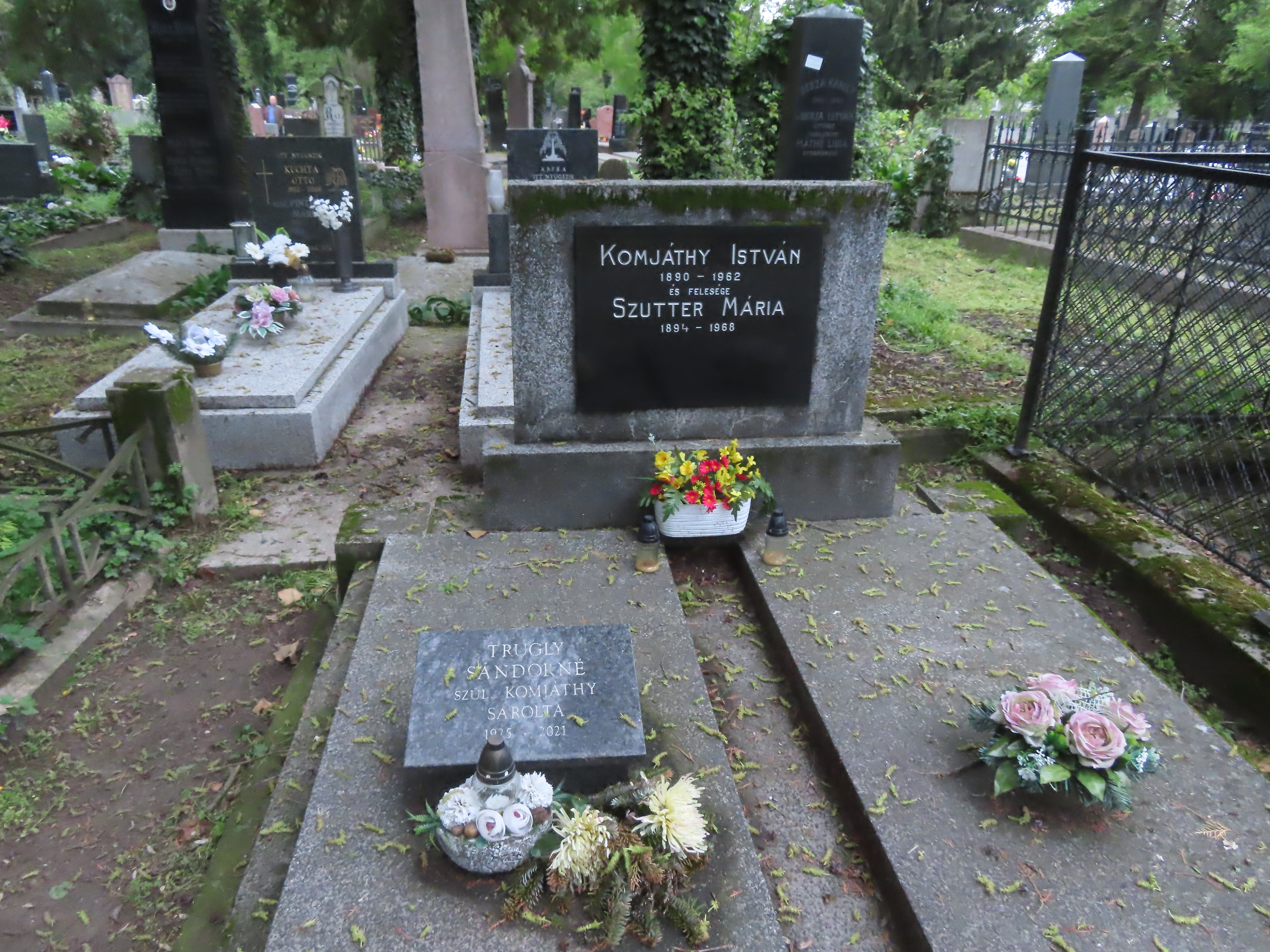
Komjáthy István író szüleinek sírhelye Komáromban

Komjáthy István jegyző és Szutter Mária tanítónő első gyermeke. Felesége Baráth Margit zenetanárnő, gyermekeik Mária és István.
A pozsonyi, majd a debreceni tudományegyetemen tanult, tanári oklevelet szerzett 1941-ben és 1944-ben doktorált. Gimnáziumi tanár lett Besztercén, Komáromban.
1946-tól a debreceni Fazekas Mihály Gyakorló Gimnáziumban, melynek 1951-ig igazgatója. 1951-től az Ifjúsági Könyvkiadó irodalmi szerkesztője volt. 1956-ban elbeszéléskötete jelent meg Botond címmel. 1958-tól ismét tanított nyugdíjazásáig, 1962-ig. 
Pozsonyi diákkorában a Forrás szerkesztőbizottságának tagja, részt vett a pozsonyi Tátra (1938) a debreceni Keleti Kapu (1946–47) és az Építünk (1948) c. folyóiratok szerkesztésében. Sokat fordított románból: népballadákat, hőskölteményeket, meséket.
Meglátogatta Petr Bezruč sziléziai költőt is.

## Művei
- Hunyadi (elbeszélő költemény, Budapest., 1951)
- Keresztül-kasul a Hortobágyon (riportok, Budapest, 1951)
- Zengő Hortobágy (elbeszélő költemény, Budapest, 1951)
- Szürke nyúl országa (mese, Budapest, 1952)
- Aranykert. Kalandos nyári történet (Budapest, 1954)
- Mondák könyve. Hun és magyar mondák (Budapest, 1955)
- Botond. Ezer év mondáiból s történeteiből (Budapest, 1956)
- Aranykönyv. Mesék, történetek (Hárs Lászlóval, Budapest, 1957)
- A Hortobágy krónikája; Attraktor, Máriabesnyő-Gödöllő, 2006 (Élet-utak)
- Betyárvilág. Történetek zsiványokról, pandúrokról; Komjáthy István gyűjtése alapján Dóka Péter; Móra, Budapest, 2011